# Podzemna željeznica Oslo
Podzemna željeznica Oslo (na norveškom jeziku "Oslo Tunnelbane"") sustav je podzemnog javnog prijevoza u glavnom gradu Norveške Oslu.
Metro ima ukupnu dužinu tračnica 80 km i 95 postaja. Prometuje 6 linija, označenih različitim bojama i brojevima: Linija 1 (Svijetloplava), Linija 2 (crvena), Linija 3 (zelena), Linija 4 (tamnoplava), Linija 5 (ružičasta) i Linija 6 (tamnoplava). Tvrtka koja upravlja prijevozom putnika zove su Oslo T-banedrift. Vlakovi voze od 05:00 h ujutro do 01:00 h iza ponoći. Dnevno preveze oko 220.000 putnika.

## Povijest
Gradnja je započela 1912. godine i bio je to prvi sustav podzemne željeznice u nekoj od skandinavskih zemalja. Radilo se na podzemnom produžetku već postojeće linije prigradske željeznice. Prvih dva kilometra pušteno je u promet 1928. godine. Međutim, kako su troškovi bili visoki, radovi su zaustavljeni.
Nakon Drugog svjetskog rata u planu rekonstrukcije grada bila je i izgradnja metroa. Gradsko vijeće planove je prihvatilio 1954. godine. Iako su linije otvarane s time kako bi bile dovršene, metro je službeno otvoren 22. svibnja 1966. godine. Tijekom idućih godina pa sve do danas sustav je bio porširivan i moderniziran s novim kompozicijma vlakova. Zadnje promjene uvedene su 2006.

## Planovi za budućnost
Izdano je mnogo zahtjeva za proširenjem sustava i njegovim poboljšanjem. Kao primjer se navodi puštanje u promet novih kompozicija vlakova za Svjetsko prvenstvo u nordijskom skijanju 2011. godine.

## Vanjske poveznice
|  | Zajednički poslužitelj ima još gradiva o temi Podzemna željeznica Oslo |